# Абдулла Кодірій (станція метро)
41°19′09″ пн. ш. 69°16′56″ сх. д. / 41.31917° пн. ш. 69.28222° сх. д.
Абдулла Кодірій (узб. Abdulla Qodiriy) — станція Юнусободської лінії Ташкентського метрополітену, розташована між станціями Мінор і Юнус Раджабі.
Станція має два підземних вестибюлі. В оформленні залу станції використані чотиригранні колони з ажурними ґратами. Над входом на ескалатор встановлено вітраж.
Відкрита 26 жовтня 2001.
Проектна назва станції — «Алайський ринок». Станція названа на честь відомого поета і письменника Абдулла Кадирі.
Колонна трипрогінна станція мілкого закладення з двома підземними вестибюлями, суміщеними з пішохідними підземними переходами.

## Ресурси Інтернету
- Абдулла Кодірій (станція метро) [Архівовано 4 березня 2014 у Wayback Machine.](рос.)